# Alpe Bolla
L'Alpe Bolla è un alpeggio a 1.129 m s.l.m. con rifugio alpino che si trova in bassa Val Colla, sopra il paese di Cadro, Canton Ticino. È facilmente raggiungibile da Cadro, da Cureggia o da Brè-Aldesago in poco più di un'ora di cammino su comodo sentiero segnato in mezzo al bosco.

## Caratteristiche e informazioni
L'alpeggio è costituito da un rifugio custodito da maggio a fine ottobre e da alcune stalle. È possibile pranzare e pernottare (10 posti letto). Data la sua facilità di accesso è frequentata meta di passeggiate in tutte le stagioni. Vicino all'alpe, su un dosso boscoso sopra l'oratorio dei Santi Pietro e Paolo, si trova un roccolo trasformato in abitazione privata in muratura, appena dietro la quale un punto panoramico consente una bella visione sulla Val Colla e sul Luganese fino al Monte Rosa.
Dall'alpeggio un comodo sentiero conduce al "Pian di Scagn" al confine con l'Italia. Da qui è possibile salire al Monte Boglia girando a destra e ai Denti della Vecchia e alla Capanna del Pairolo girando a sinistra.
Il 29 giugno si svolge annualmente la sagra dei santi Pietro e Paolo all'Alpe Bolla con la possibilità di salire in elicottero.

## Ascensioni
- Denti della Vecchia 1.492 m (fino alla cima solo esperti)

## Traversate
- Capanna San Lucio
- Capanna Monte Bar
- Capanna del Pairolo